# The Forest of Love
The Forest of Love (愛なき森で叫べ) è un film del 2019 diretto da Sion Sono.
Il film è vagamente ispirato alla vicenda del serial killer Futoshi Matsunaga che tra la metà degli anni '90 e i primi anni 2000 perpetrò diversi efferati omicidi legati ad estorsioni nell'isola di Kyushu, operando con una complice.

## Trama
Jay e Takumi incontrano per strada Shin e lo coinvolgono nella loro iniziativa di girare un film con l'obiettivo di vincere un concorso per principianti che potrebbe coronare il loro sogno di diventare registi. Scoperto che Shin è ancora vergine, si rivologono alla loro amica Taeko, da loro ritenuta esperta.
Taeko si rifiuta di essere lei ad iniziare Shin ai piacere del sesso, ma ha un'amica che non vede da tempo che potrebbe essere perfetta, in quanto anche lei sicuramente è ancora vergine. Si recano quindi tutti a casa di Mitsuko che, a 25 anni, abita ancora con i genitori e fa una vita molto ritirata. Di fronte alle resistenze per una proposta così sfacciata, Taeko propone all'amica di tornare a recitare con lei e comunque di dare una svolta alla sua vita grigia e monotona. Le due ragazze, compagne ai tempi del liceo femminile, in effetti ebbero un'esperienza nella rappresentazione di un "Romeo e Giulietta" da loro allestito ma poi finito male per la morte improvvisa di Eiko, la ragazza che avrebbe dovuto interpretare Romeo, investita per strada. Scopriamo poi che Mitsuko, Giulietta nella rappresentazione, era infatuata di Eiko che però scoprì baciarsi con Taeko. A seguito del fallimento di quella rappresentazione poi, le cinque ragazze amiche di Eiko organizzarono un suicidio collettivo cui Mitsuko sfuggì proprio a seguito di una sorta di visione dell'amica scomparsa. Tre delle altre morirono mentre Taeko sopravvisse restando però zoppa.
Mentre nella zona imperversa un serial killer, l'eccentrico Jon Murata, munito di un annuario scolastico in cui sembra scientificamente occuparsi di tutte le ragazze diplomatisi quel dato anno, con una scusa contatta proprio Mitsuko, con la quale sembra di voler fare sul serio. L'uomo affascina la ragazza e si fidanzanda con lei. Mentre Jay, Takumi e Shin cominciano a fare delle riprese, così per scherzo spiano Mitsuko con Murata. Visto il filmato, Taeko si preoccupa seriamente per l'amica, avendo ben conosciuto quell'uomo, del quale racconta i trascorsi con la sua famiglia. Murata, anni prima aveva irretito sua sorella Machiko alla stessa maniera, ma poi se la faceva con lei e ci provò persino con la madre. Quindi scomparve dopo aver truffato sia la sorella che la madre.
I ragazzi si convincono che la storia di Taeko sia perfetta per il film che vorrebbero girare ma per renderla più interessante, il personaggio di Murata sarà un serial killer e verrà impersonato da Shin. I ragazzi cominciano le riprese mentre Taeko cerca inutilmente di far ragionare Mitsuko che, lentamente, si è fatta incantare da Murata, sedicente uomo di affari, poi cantautore, ma certamente abile truffatore e soprattutto capace di assoggettare chiunque entri in contatto con lui.
Infatti quando Murata scopre che i ragazzi stanno facendo un film su di lui, propone loro di produrlo dando l'idea di poter mettere grandi capitali. In realtà è al verde e quando con tutto il cast va in una banca per chiedere fondi, al rifiuto ricevuto scatena una violenta reazione che determinerà grandi problemi a tutti. Takumi lascia il gruppo mentre Jay deve accettare suo malgrado che Murata è ora il regista e ha preso il sopravvento su tutti. Jay viene quindi ucciso da Mitsuko, troppo presa nell'interpretare una scena su indicazioni di Murata, che poi costringe Shin e la stessa ragazza, che ha appena scoperto di essere incinta, a fare a pezzi il corpo della vittima perché se ne perdano le tracce. Taeko assiste impotente ma non sopportando più la piega che hanno preso le cose, cerca di fuggire ma è uccisa da Shin, ormai succube di Murata.
Ormai latitanti, Murata va dai genitori di Mitsuko che ricatta, spiegando loro che la figlia è un'assassina che lui sta coprendo. Ottenuto un finanziamento Murata procede con le riprese in casa di Mitsuko, con i genitori di lei diventati parte del cast dopo essersi trasformati in punk. Mitsuko scopre che Murata va a letto con la sua disinibita sorella Mia e tenta il suicidio. Quindi Mitsuko, fulminata in un tentativo di fuga, perde il bambino che aveva in grembo. Quando il padre è richiamato al lavoro da un collega, la cosa finisce tragicamente con un doppio omicidio-suicidio. Al ritorno a casa Mia scopre i genitori morti e viene costretta da Murata a disfarsi dei loro corpi. Salvo scoprire che la madre non era morta, ma a quel punto ci pensa lei a finirla.
Murata, Shin e Ami portano quindi Mitsuko in una foresta, dove si deve girare la scena in cui viene uccisa. Sorprendendo tutti fa quindi una confessione nella quale, tra le altre cose, svela di essere stata sempre gelosa di Taeko sperando che morisse, che non era affatto vergine avendo fatto sesso con i fidanzati delle sue amiche e con quello di Ami. Sapeva anche sin dall'inizio che Murata era un artista della truffa e che Shin era un assassino, ma in fondo sperava che avrebbero ucciso Taeko, i suoi genitori e anche la sorella, Ami, che odia.
Shin, che si svela essere il terribile serial killer che tutti cercano, spara in effetti ad Ami e Mitsuko, poi costringe Murata a finire Ami, che, solo ferita, lo sta implorando per la sua vita. Shin rimprovera Murata e poi uccide lui stesso Ami. 
Dopo un combattimento Murata scappa e, appena fuori della foresta, ferma un'auto guidata da una donna che assomiglia a Eiko. Quando lui chiede dove sono diretti, lei risponde: "All'inferno". Shin ripresa l'auto dà un passaggio a una donna in panne. Avendo visto anche lui Eiko sul ciglio della strada, dopo un po' si ferma e corre all'interno della foresta.

## Distribuzione
Il film è stato mostrato in anteprima il 25 giugno 2019 a Tokyo al Netflix Originals Festival, prima di essere distribuito sulla stessa piattaforma, in tutto il mondo, dal successivo 11 ottobre.
Nel 2020 Netflix ha pubblicato una versione estesa del film, montata in formato seriale di 7 puntate denominata The Forest of Love: Deep Cut che include più di 2 ore di nuove scene giungendo ad una durata complessiva di quasi 5 ore.